# Колачков
Колачков або Колачків (словац. Kolačkov) — село в Словаччині, Старолюбовняському окрузі Пряшівського краю.
Вперше згадується у 1361 році.
В селі є римо-католицький костел з кінця 13 ст., перебудований в кінці 18 ст. в стилі класицизму.
Село славиться в околиці музикантами, тут діє гурт «Колларовці», який виконує крім словацьких і українські народні пісні, напр. «Тече вода каламутна» та інші.

## Географія
Розташоване в північно-східній частині Словаччини в Левоцьких горах в долині потока Колачковянка.

## Населення
| Рік:            | 1994. | 2004.    | 2014.    | 2024.   |
| --------------- | ----- | -------- | -------- | ------- |
| Кількість осіб: | 940   | 1043     | 1296     | 1281    |
| Різниця:        |       | +10,95 % | +24,25 % | -1,15 % |

| Рік:            | 2023. | 2024.   |
| --------------- | ----- | ------- |
| Кількість осіб: | 1271  | 1281    |
| Різниця:        |       | +0,78 % |

В селі проживає 1122 осіб.
Національний склад населення (за даними останнього перепису населення — 2001 року):
- словаки — 99,61 %
- поляки — 0,10 %
- чехи — 0,10 %

Склад населення за приналежністю до релігії станом на 2001 рік:
- римо-католики — 98,64 %,
- греко-католики — 1,07 %,
- протестанти — 0,10 %,
- не вважають себе віруючими або не належать до жодної вищезгаданої церкви — 0,20 %